# Rzepka

Odnóże pająka: rzepka oznaczona numerem 4.

Rzepka (łac. patella) – element kończyny lub odnóża zwierząt.

## Stawonogi
U niektórych stawonogów rzepka to segment odnóża pomiędzy udem, czyli meropoditem, a golenią, czyli carpopoditem. Rzepka występuje u większości pajęczaków, kikutnic i na tylnych odnóżach ostrogonów.

## Kręgowce
U kręgowców rzepka występuje u ptaków i ssaków.
Rzepka konwergentnie wyewoluowała u łożyskowców i ptaków. Większość torbaczy posiada ją w formie szczątkowej i nieskostniałej, choć kilka gatunków posiada rzepkę kostną. Rzepka obecna jest również u współczesnych stekowców: dziobaka i kolczatek. U bardziej prymitywnych czworonogów, w tym współczesnych płazów i większość gadów (z wyjątkiem niektórych Lepidosaurus), ścięgna mięśniowe górnej części nogi przyczepione są bezpośrednio do kości goleniowej, a rzepka nie występuje.

### Ssaki
Rzepka jest u wielu ssaków największą trzeszczką ciała. Wszczepiona jest w ścięgna mięśnia czworogłowego uda. Wyróżnia się w niej podstawę rzepki (basis patellae), która skierowana jest ku górze oraz wierzchołek rzepki (apex patellae), zwrócony w dół. Na jej tylnej stronie znajduje się powierzchnia stawowa, która zestawia się z bloczkiem kości udowej. Z przodu położona jest powierzchnia doczaszkowa (facies cranialis), zwana dawniej powierzchnią skórną. U m.in. krowy i konia po przyśrodkowej stronie nasady rzepki znajduje się wyrostek chrząstkowy (processus cartilagineus), który uzupełnia chrząstka włóknista przyrzepkowa (fibrocartilago parapatellaris).

#### Pies
U psa rzepka jest łukowato wygięta do przodu, a jej długość jest dwukrotnie większa od szerokości. Część podstawowa jest silniej niż wierzchołek zaostrzona. W ogólnym kształcie przypomina ziarno bobu.

#### Świnia
Rzepka u świni posiada szeroką podstawę i wąski wierzchołek. Powierzchnia doczaszkowa rzepki jest u niej wysklepiona i podzielona na dwie powierzchnie wtórne. Przyśrodkowa z tych powierzchni jest od bocznej bardziej stroma.

#### Przeżuwacze
Krętorogie mają rzepkę o ostrym wierzchołku i powierzchni doczaszkowej opatrzonej tępym grzebieniem. Część przyśrodkowa jest silniej rozwinięta i wyposażona w wyrostek chrząstkowy. Mniejsze przeżuwacza mają rzepkę smuklejszą i od strony powierzchni stawowej łukowato wygiętą.

#### Koń
Koń posiada rzepkę krótką i bryłowatą. Jej wierzchołek jest tępo zakończony, a podstawa zbliżona w obrysie do trójkąta.

#### Człowiek
U człowieka rzepka leży z przodu od dolnego końca kości udowej. Ma spłaszczony, trójkątny kształt i trzy zaokrąglone brzegi. Wierzchołek (apex patellae) skierowany jest ku dołowi, a podstawa (basis patellae) ku górze. Powierzchnia przednia rzepki zrasta się ze ścięgnem mięśnia czworogłowego, a na powierzchni tylnej mieści się dwudzielna powierzchnia stawowa. Łącząc się ze ścięgnem mięśnia czworogłowego uda, rzepka kieruje je pod większym kątem do przyczepu na kości piszczelowej, co zwiększa siłę jego działania. Oprócz tego rzepka służy za ochronę stawu kolanowego od przedniej strony.

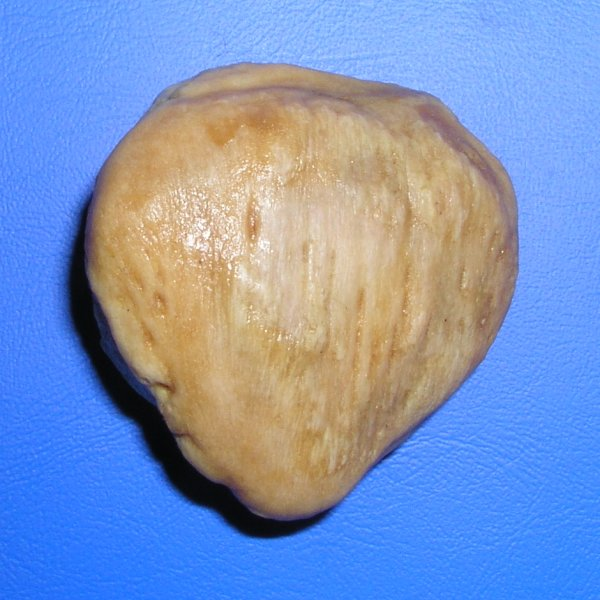
Rzepka człowieka, powierzchnia przednia (facies anterior).
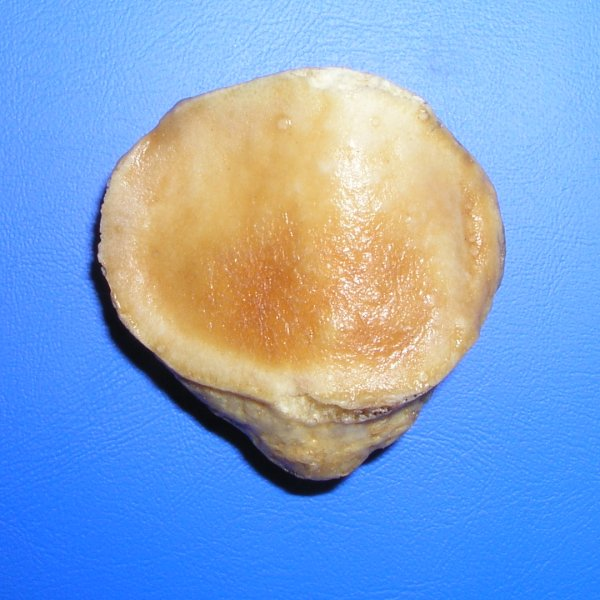
Rzepka człowieka, powierzchnia stawowa (facies articularis).